# Seznam vodopádů v Rakousku

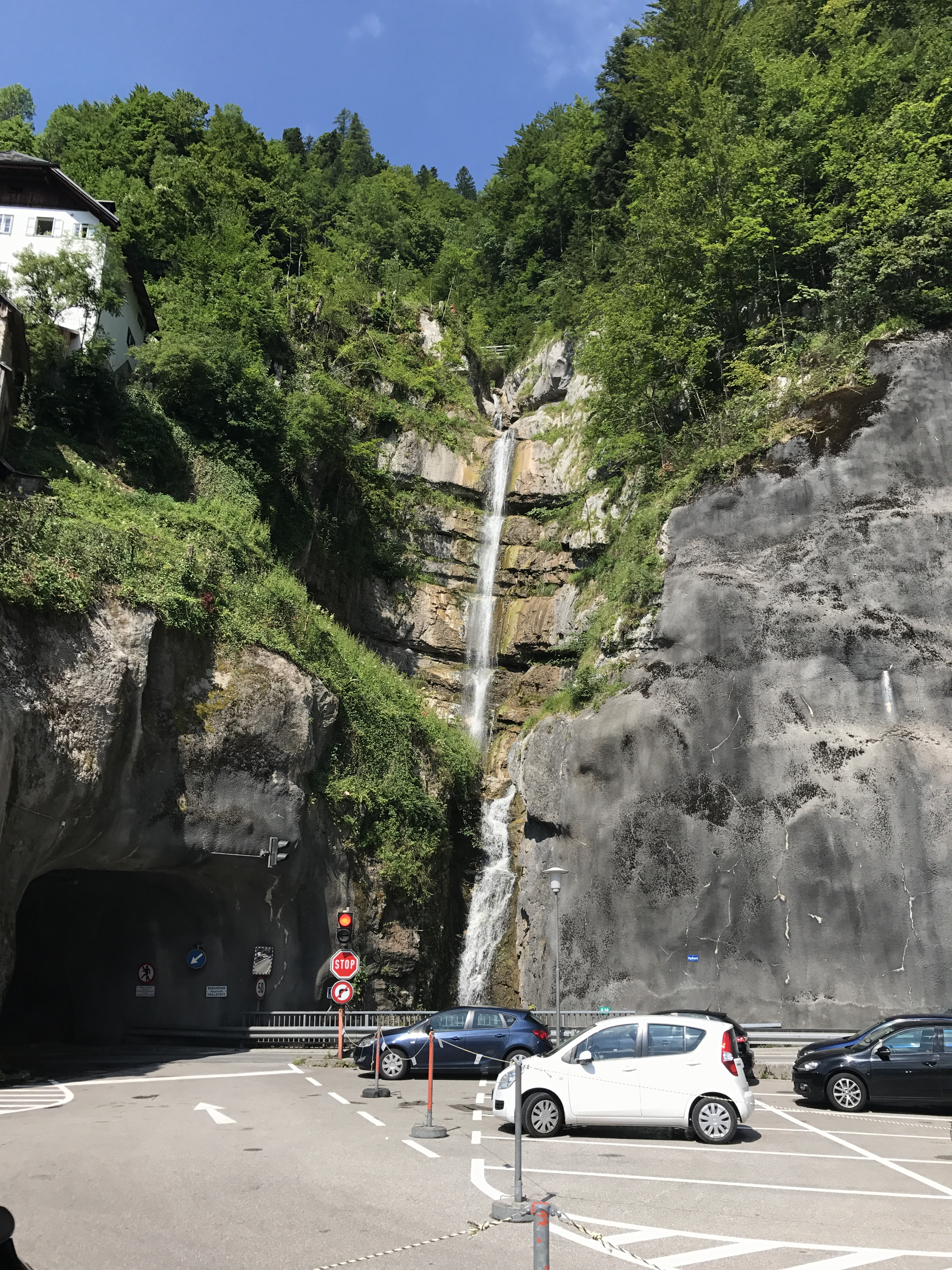
Vodopád na Mühlbachu (Mlýnského potoka) v Hallstattu, Rakousko.

Tento seznam uvádí dvanáct nejvyšších vodopádů v Rakousku
| Vodopád             | Lokalita     | řeka (potok)    | Pořadí (výška) | Výška m |
| ------------------- | ------------ | --------------- | -------------- | ------- |
| Walcherfall         | Salcbursko   |                 | 1.             | 500     |
| Krimmlské vodopády  | Salcbursko   | Krimmler Ache   | 2.             | 380     |
| Seebachfall         | Salcbursko   |                 | 3.             | 300     |
| Stuibenfall         | Tyrolsko     | Horlachbach     | 4.             | 159     |
| Bairachefall        | Tyrolsko     |                 | 5.             | 150     |
| Jungfernsprung      | Korutany     | Zoppenitzenbach | 6.             | 130     |
| Bad Gasteinerfall   | Salcbursko   | Gasteiner Ache  | 7.             | 128     |
| Alplochschluchtfall | Vorarlbersko |                 | 8.             | 120     |
| Seebachfall         |              |                 | 9.             | 110     |
| Kitzlochklammfalle  | Salcbursko   | Rauriser Ache   | 10.            | 100     |
| Schleierfall        |              |                 | 11.            | 91      |
| Winnerfall          |              |                 | 12.            | 91      |